# Bariton
| Stimmlagen für Chorsänger | Stimmlagen für Chorsänger |
| Frauenstimmen             | Männerstimmen             |
| ------------------------- | ------------------------- |
| Sopran (S)                | Tenor (T)                 |
| Mezzosopran               | Bariton                   |
| Alt (A)                   | Bass (B)                  |

Als Bariton (aus griechisch barys „schwer“, „tief“, und tonos „Klang“; Mehrzahl Baritone, in der Schweiz auch Baritöne) wird die mittlere männliche Gesangs-Stimmlage zwischen Tenor und Bass bezeichnet.

## Tonumfang
Der Tonumfang der Bruststimme eines Baritons reicht ungefähr von G bis g’ (also zwei Oktaven). Der Bariton erreicht mit der Kopfstimme den Ton b'. Ein Sänger dieser Stimmlage wird „Bariton“ oder seltener auch Baritonist genannt. Auch bei zahlreichen Musikinstrumenten gibt es Varianten in Baritonlage, z. B. das Baritonsaxophon.

## Statistik
Peter-Michael Fischer unterteilt die Stimmlage Bariton in Tenorbariton, Baritontenor, Bariton mittel und Bassbariton. Für die ersten drei Stimmlagen gibt er eine statistische Häufigkeit von 60 % an, für den Bassbariton 15 %. Bekannte Tenorbaritone sind Georg Thauern, Carl von Schönstein, Adolf Karl Kühns, Karl von Bukovics und Franz Wild. Tenoral gefärbte Baritone werden nach dem Sänger Jean-Blaise Martin auch als Bariton-Martin bezeichnet.

## In der Oper
Im Opernbereich unterscheidet man folgende Stimmfächer:
- Lyrischer Bariton (auch Spielbariton): große Höhe, leichte und bewegliche Stimme (z. B. die Titelrolle in „Der Barbier von Sevilla“ von Gioacchino Rossini oder Papageno in der „Zauberflöte“ von Wolfgang Amadeus Mozart)
- Heldenbariton: schwere, gewaltige Stimme mit guter Tiefe (einige große Partien, z. B. Wotan in „Rheingold“, „Walküre“ und „Siegfried“ (dort als der Wanderer) von Richard Wagner, Scarpia in „Tosca“ von Giacomo Puccini und die Titelrolle in „Boris Godunow“ von Modest Mussorgski)
- Kavalierbariton: gutes Legato, tragfähige Mittellage (am bedeutendsten im heutigen Opern-Repertoire: die Titelrolle in „Don Giovanni“ von Wolfgang Amadeus Mozart, außerdem Escamillo in „Carmen“ von Georges Bizet, die Titelrolle in „Eugen Onegin“ von Pjotr Tschaikowski und der Zar in „Zar und Zimmermann“ von Albert Lortzing) sowie Giorgio Germont in La Traviata und Graf Ankarström in Maskenball, jeweils Giuseppe Verdi.
- Gelegentlich wird auch das Fach des Charakterbaritons genannt (meist Nebenrollen), das sich aber mit dem Fach des Heldenbaritons weitgehend deckt.

Eine Anzahl bedeutender Bariton-Sänger ist auf der Liste berühmter Sängerinnen und Sänger klassischer Musik aufgeführt.

## Im Musical
Der Bariton ist auch im Musical vertreten, hauptsächlich als Hoher Bariton (wie etwa Thomas Borchert oder Bruno Grassini). Er singt unter anderem solche Rollen wie den Grafen von Krolock in Tanz der Vampire, den Javert in Les Misérables, den Pilatus oder den Petrus in Jesus Christ Superstar, den Franz-Joseph, Lucheni in Elisabeth oder die Titelrolle in Dracula. Für die tieferen Baritone gibt es Rollen wie den Richter Turpin oder die Titelrolle in Sweeney Todd.

Der Baritenor ist eine Musicalvariante des Baritons. Er verbindet tenorale mit baritonalen Elementen in Stimmfarbe und Stimmumfang und kann ähnlich wie der hohe Bariton auch tiefe Tenorpartien übernehmen.

## In der Popmusik
Typische Baritone in der Popmusik waren und sind zum Beispiel Geoff Tate, Dean Martin, Frank Sinatra, Lee Hazlewood, Neil Diamond, Tom Smith (Editors), Dave Gahan, Heino, Stan Rogers, Lou Rawls, Matt Berninger, Elvis Presley, Roy Orbison, Johnny Cash, Jim Morrison, Eddie Vedder, Tom Jones, Leonard Cohen, Ian Curtis, Nick Cave, Ville Valo und Alex Kapranos.

## Im Barbershop-Gesang
Der Bariton im Barbershop ergänzt jeweils die Akkorde in der closed harmony. Dadurch ergeben sich in der untemperierten, reinen Intonation (engl.: „pitch“) sehr schwierig zu singende Linien, die zudem ein sehr gutes Gehör erfordern, um in den Akkorden jeweils auch die Obertöne zum Klingen zu bringen.